# Michelle Phillips
Holly Michelle Gilliam (Long Beach, California, 4 de junio de 1944), conocida como Michelle Phillips, es una cantante y actriz estadounidense. A mediados de los sesenta, alcanzó la fama como una de las vocalistas del cuarteto The Mamas & the Papas. Obtuvo elogios de la crítica por su voz, que fue considerada por la revista Time como la «soprano más pura de la música pop». Más tarde estableció una exitosa carrera como actriz en cine y televisión en la década de 1970. 
Nacida en Long Beach, California, pasó sus primeros años en Los Ángeles y Ciudad de México, criada por su padre viudo. Mientras trabajaba como modelo en San Francisco, conoció y se casó con John Phillips en 1962 y cofundó el grupo vocal The Mamas and the Papas en 1965, del cual es, actualmente, la única superviviente. La banda saltó a la fama con sus populares sencillos «California Dreamin'» y «Creeque Alley», los cuales ella coescribió. Lanzaron cinco álbumes de estudio antes de su disolución en 1970. Con John tuvo a su hija, la cantante Chynna Phillips.
Después de la ruptura de The Mamas & the Papas y de su divorcio de John Phillips, se pasó a la actuación, apareciendo en un papel secundario en The Last Movie (1971) antes de interpretar a Billie Frechette en la aclamada película biográfica del crimen Dillinger (1973), por la cual fue nominada para un Globo de Oro. Apareció en numerosas películas a lo largo de la década de 1970, incluyendo Valentino de Ken Russell (1977), interpretando a Natacha Rambova y el thriller Bloodline (1979). Durante esa época lanzó su único álbum en solitario, Victim of Romance, en 1977.
Phillips se convirtió en miembro principal del reparto de la serie Knots Landing de 1987 a 1993, interpretando a Anne Matheson, la madre de Paige Matheson (interpretada por Nicollette Sheridan). Posteriormente tuvo papeles secundarios en la comedia Let It Ride (1989) y el thriller psicológico Scissors (1991). Continuó apareciendo en películas independientes después del milenio, con papeles secundarios en Jane White is Sick and Twisted (2002) y Kids in America (2005) y tuvo papeles invitados recurrentes en la serie de televisión That's Life (2001–2002) y 7th Heaven (2001-2004). Fue una crítica de la administración Bush a mediados de la década de 2000 y también abogó por la legalización del cannabis recreativo.

## Biografía y carrera

### Primeros años
Michelle Phillips nació como Holly Michelle Gilliam el 4 de junio de 1944, en Long Beach, California, la segunda hija de Joyce Leon, una contable, y Gardner Burnett Gilliam, un marino mercante. Ella tiene una hermana mayor, Russell Ann. El abuelo paterno de Phillips, Marcus Gilliam, era de Walla Walla, Washington y trabajó como minero y hotelero en Erie, Pensilvania. El condado de Gilliam, Oregón, toma su nombre de sus antepasados paternos. Su madre, originaria de Canadá, tenía numerosos problemas de salud, incluida la endocarditis subaguda y murió de un aneurisma cerebral cuando Phillips tenía cinco años. Su padre se volvió a casar cinco veces después de la muerte de su madre.
Entre las edades de seis y doce años, Phillips y su hermana se criaron en Ciudad de México, México, donde su padre estudiaba sociología en el GI Bill en el Colegio de la Ciudad de México. Mientras estuvo allí, asistió a escuelas mexicanas y aprendió español con fluidez. A lo largo de su infancia, el español siguió siendo el principal idioma escrito de Phillips, aunque más tarde aprendió a escribir en inglés. Ella residía con su padre y su hermana en la colonia Roma Sur de Cuauhtémoc. Phillips recordó que las experiencias de ella y su hermana viviendo en una cultura diferente «nos ayudaron a superar la muerte de mi madre y, en lugar de llorar, nos volvimos muy fuertes, independientes y libres».
A la edad de trece años, Phillips regresó a los Estados Unidos con su padre y su hermana, estableciéndose nuevamente en Los Ángeles. Era amiga de la infancia de Sue Lyon. Phillips asistió a varias escuelas secundarias en Los Ángeles, incluidas la escuela secundaria Alexander Hamilton, la escuela secundaria John Marshall y la escuela secundaria Eagle Rock. Mientras estudiaba, Phillips practicaba varios deportes y estudiaba piano, guitarra y violonchelo. Con una altura de 5 pies y 7 pulgadas (1,70 m), Phillips se mudó a San Francisco, con la esperanza de trabajar como modelo mientras todavía estaba en la escuela secundaria. Allí conoció a John Phillips mientras él estaba de gira por California con su banda The Journeymen. Se divorció de su primera esposa y se casó con Michelle el 31 de diciembre de 1962, cuando ella tenía dieciocho años. En 1968, dio a luz a su hija, Chynna Phillips, quien más tarde se convirtió en vocalista del trío pop de los noventa Wilson Phillips.

### The Mamas & the Papas

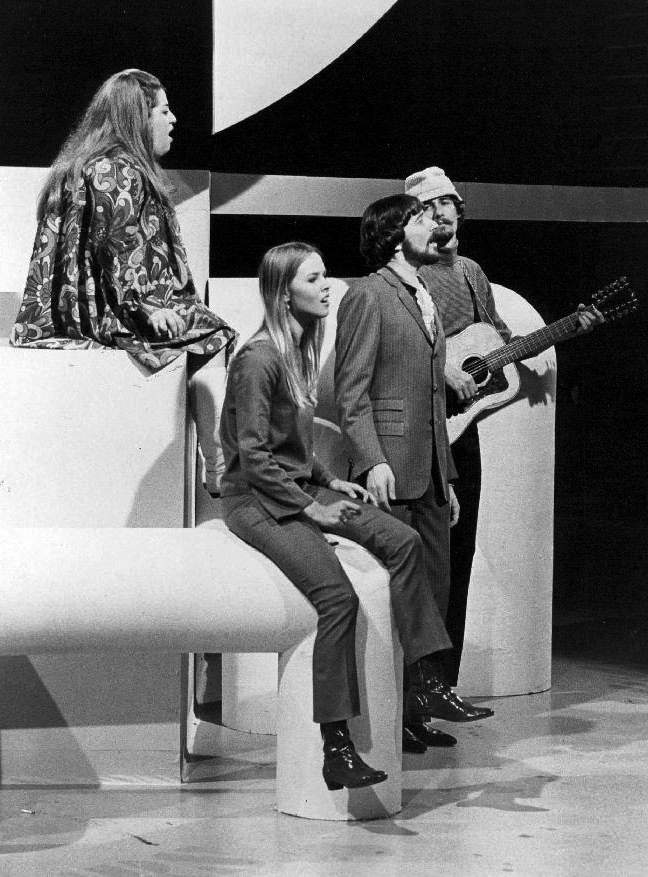
Michelle Phillips junto al resto de los integrantes de The Mammas & the Papas, en 1967.

Después de su matrimonio con John Phillips a los dieciocho años, la pareja se mudó a la ciudad de Nueva York, donde comenzaron a escribir canciones juntos. Allí, Phillips fue miembro fundador de The Mamas & The Papas, y ayudó a formar el grupo vocal en 1965. Ella coescribió algunos de los éxitos de la banda, incluyendo «California Dreamin'», que aparece en su álbum debut If You Can Believe Your Eyes and Ears (1966).
La grabación del segundo álbum de The Mamas and the Papas, homónimamente titulada The Mamas and the Papas (1966) y a veces denominada Cass, John, Michelle, Dennie, cuyos nombres aparecen así por encima del nombre de la banda en la portada) se interrumpió cuando Michelle Phillips se volvió indiscreta sobre su aventura con Gene Clark de The Byrds. Un romance el año anterior entre Phillips y su compañero de banda Denny Doherty había sido perdonado; Doherty y John Phillips se habían reconciliado y aparentemente habían escrito «I Saw Her Again» (1966) sobre el episodio, aunque más tarde no estuvieron de acuerdo sobre cuánto contribuyó Doherty a la canción. Esta vez, John Phillips estaba decidido a despedir a su esposa. Después de consultar a su abogado y al sello discográfico, Elliot, Doherty y él le entregaron a Michelle Phillips una carta para expulsarla del grupo el 28 de junio de 1966. Michelle fue recontratada poco después, cuando los tres miembros originales concluyeron, en un estudio rápido y bien considerado, que su reemplazo, Jill Gibson, «carecía del carisma escénico y el borde más valiente» de su predecesora. Michelle Phillips fue reintroducida al grupo el 23 de agosto de 1966. Después de la reincorporación de la cantante, la banda se embarcó en una breve gira por la Costa Este, para tocar en una serie de espectáculos en Washington D. C., Baltimore, Maryland y en la Universidad de Fordham en la ciudad de Nueva York.
Después de regresar a California y establecerse en Los Ángeles, el grupo grabó su tercer álbum, The Mamas & The Papas Deliver (1967). En junio de 1967, Phillips actuó con el grupo en el Monterey Pop Festival en Monterey, California, un evento organizado por John Phillips y Lou Adler. El festival también contó con otros destacados músicos de contracultura con sede en California y actuaciones de rock psicodélico, incluidos Jefferson Airplane, Janis Joplin y Jimi Hendrix. Al relatar la experiencia, Phillips dijo: «[Era como] una Feria del Renacimiento. Era conveniente para los artistas y la audiencia. Prácticamente todos tenían un asiento, y si no, la gente se alineaba contra la valla, y podían ver y oír. O la gente estaba sentada afuera, también se podía escuchar afuera [...] Fue encantador».
En agosto de 1967, la banda tocó lo que sería su última actuación en vivo en el Hollywood Bowl. Phillips luego grabaría un cuarto y último álbum con la banda, The Papas & The Mamas (1968), antes de hacer un paréntesis. Michelle y John Phillips, cuyo matrimonio estaba fallando en ese momento, solicitaron el divorcio en un tribunal del condado de Los Ángeles en mayo de 1969, y el grupo se disolvió oficialmente en 1971, antes del lanzamiento de su álbum final, People Like Us, que fue grabado para cumplir obligaciones contractuales con su sello discográfico.

### Traspaso a la actuación

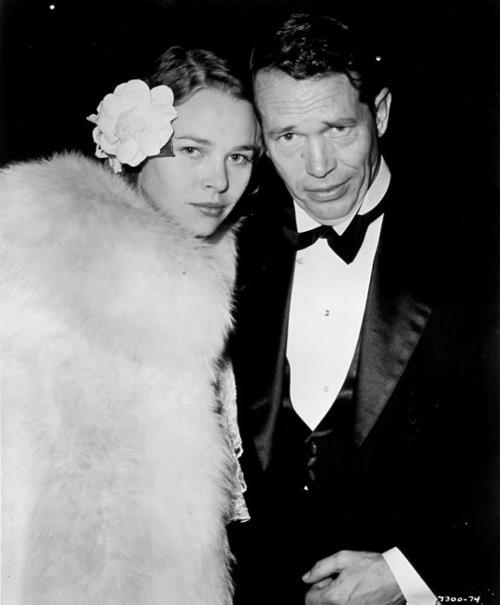
Michelle Phillips junto a Warren Oates en Dillinger (1973).

En 1969, cuando aún era miembro de Mamas & the Papas, Phillips apareció en la película de ciencia ficción Saturation 70 con Gram Parsons, junto a Nudie Cohn, Anita Pallenberg y Julian Jones, el hijo de cinco años del guitarrista de los Rolling Stones, Brian Jones. La película nunca se terminó y se convirtió en una película perdida. Al año siguiente, después de la ruptura de The Mamas & the Papas, se inscribió en clases de actuación en Los Ángeles y dijo que tenía la intención de comenzar su carrera como actriz «desde cero», afirmando que las regalías de los registros de la banda le proporcionaron ingresos estables mientras ella comenzó a aventurarse en el cine.
Su primer papel en el cine llegó en la película de Dennis Hopper, The Last Movie (1971), en un pequeño papel; ella y Hopper se casaron poco después de la producción el 31 de octubre de 1970, pero la unión duró solo ocho días. Dos años después, fue elegida para un papel principal en la película de suspense Dillinger (1973) como la novia de John Dillinger, Billie Frechette. La película fue aclamada por la crítica, y Variety dijo sobre su actuación: «Phillips, haciendo su reverencia después de haber sido miembro del grupo vocal Mamas & the Papas, tiene una gran puntuación como la novia de Dillinger», mientras The New York Times señaló como «moderadamente eficaz». Phillips fue nominada para un Premio Globo de Oro a la recién llegada más prometedora por su actuación. Reflexionando sobre la película, Phillips dijo: «Tuve la suerte de haber estado rodeada de actores realmente geniales. Todos en esa película eran auténticos actores: Warren Oates, Ben Johnson, Cloris Leachman, Richard Dreyfuss, Harry Dean Stanton. Fue simplemente fue una experiencia maravillosa para mí y tuve mucho apoyo, mucha ayuda y mucho aliento. Esa fue realmente mi primera película. La película de Dennis [La última película] fue de mucha improvisación y locura».  Phillips siguió siendo amiga toda la vida del coprotagonista Stanton.
El mismo año, Phillips grabó la voz como animadora junto con Darlene Love, para el sencillo Cheech & Chong Basketball Jones, que alcanzó el puesto número 15 en la lista de sencillos de Billboard. En 1974, apareció en la película de televisión de acción y terror The California Kid junto a Martin Sheen y también apareció brevemente en una escena de fiesta con Warren Beatty en Shampoo (1975); Phillips había estado saliendo con Beatty en ese momento, y la aparición fue un cameo. Más tarde declararía que consideraba a Beatty el amor de su vida. En 1975, Phillips firmó un contrato de grabación en solitario con A&M Records y lanzó un sencillo promocional, Aloha Louie, una canción que escribió con su exesposo John Phillips. Phillips lanzó su primer sencillo en solitario en 1976, No Love Today, en la banda sonora de la película Mother, Jugs & Speed.

### Carrera en solitario, fílmica y literaria
En 1977, Phillips lanzó su primer y único álbum en solitario, Victim of Romance, producido por Jack Nitzsche para A&M Records. Al comentar sobre el disco, dijo: «No lo hice antes porque nunca me sentí lo suficientemente segura como vocalista. Estoy bien, pero Cass siempre fue mejor». Phillips también comentó sobre su participación en su producción, diciendo que ella había estado involucrada en «todos los aspectos, desde mezclar hasta armar el paquete y cubrirme». Sus primeros dos sencillos en solitario del álbum no lograron hacer la música estadounidense. 
El mismo año, cantó coros con su ex hijastra Mackenzie Phillips en Zulu Warrior, para el segundo álbum en solitario de su exmarido, Pay Pack & Follow. El mismo año, interpretó a la segunda esposa de Rudolph Valentino, Natacha Rambova, en la película de Ken Russell Valentino (1977). La película recibió críticas mixtas, con Time Out London diciendo: «Estructurado como una serie de flashbacks desde el funeral de Valentino hasta sus primeros años en Estados Unidos, la primera hora más o menos de esta película biográfica es el trabajo más sano y controlado de Russell en varios años, a pesar de su cinismo hueco». Al año siguiente, Phillips se casó con el ejecutivo de radio Robert Burch, con quien estuvo casada hasta 1982. Después de divorciarse de Burch, Phillips comenzó a salir con el actor Grainger Hines; con él dio a luz a un hijo, Austin Deveraux Hines, en abril de 1982.

## Trabajo

### The Mamas and the Papas
- If You Can Believe Your Eyes and Ears, 1966
- The Mamas and The Papas, 1967
- Farewell to First Golden Era, 1968
- People Like Us, 1971
- The Papas and The Mamas, 1987
- Deliver, 1987
- Creeque Alley/The History of The Mamas and the Papas, MCA, 1991

### Solista
- Victim of Romance, 1977

### Libros
- California Dreamin': The Story of The Mamas and the Papas, WarnerBooks, 1986

### Series
- Ladies in Blue, 1980-1981
- Knots Landing, 1987, 1990-1993
- Second Chances, 1993-1994
- Malibu Shores, 1996
- Spicy City, 1997

### Películas
- Dillinger, 1973
- The California Kid, 1974
- The Death Squad, 1974
- Valentino, 1977
- Aspen, 1977
- The Users, 1978
- The French Atlantic Affair, 1979
- Moonlight, 1982
- Murder Me, Murder You, 1983
- The Mississippi, 1983
- Secrets of a Married Man, 1984
- Santa Barbara, 1985
- Covenant, 1985
- Paint Me a Murder, 1985
- Stark: Mirror Image, 1986
- American Anthem, 1986
- Assault and Matrimony, 1987
- Trenchcoat in Paradise, 1989
- Rubdown, 1993
- No One Would Tell, 1996
- Knots Landing: Back to the Cul-de-Sac, 1997
- Kids in America, 2005
- Retratos del feminismo, documental original de Netflix, 2018.